# デブラ・ウィンガーを探して
『デブラ・ウィンガーを探して』（Searching for Debra Winger）は、2002年製作のドキュメンタリー映画。女優のロザンナ・アークエットの初監督作品。実に34人ものハリウッド女優たちが登場し、ロザンナと一対一で、またホームパーティーの場で、女優として、女として、母親としての自身の体験や悩みを語っていく。

## キャスト
※括弧内は日本語吹替
- ロザンナ・アークエット（安藤麻吹）
- パトリシア・アークエット（本田貴子）
- エマニュエル・ベアール
- カトリン・カートリッジ
- ローラ・ダーン（小野未喜）
- ジェーン・フォンダ（弥永和子）
- テリー・ガー（宮寺智子）
- ウーピー・ゴールドバーグ（森久美子）
- メラニー・グリフィス
- ダリル・ハンナ（堀江真理子）
- サルマ・ハエック（魏涼子）
- ホリー・ハンター
- ダイアン・レイン（塩田朋子）
- ケリー・リンチ
- ジュリアナ・マルグリーズ（野沢由香里）
- キアラ・マストロヤンニ
- サマンサ・マシス
- フランシス・マクドーマンド（野沢由香里）
- キャサリン・オハラ
- ジュリア・オーモンド
- グウィネス・パルトロー
- マーサ・プリンプトン
- シャーロット・ランプリング（弥永和子）
- ヴァネッサ・レッドグレイヴ（宮寺智子）
- テレサ・ラッセル（藤木聖子）
- メグ・ライアン（引田有美）
- アリー・シーディ
- エイドリアン・シェリー
- ヒラリー・シェパード=ターナー
- シャロン・ストーン（深見梨加）
- トレイシー・ウルマン
- ジョベス・ウィリアムズ
- デブラ・ウィンガー（塩田朋子）
- アルフレ・ウッダード（唐沢潤）
- ロビン・ライト・ペン（本田貴子）
- ロジャー・イーバート

その他日本語吹替：村竹あおい、林佳代子、堀越真己、引田有美、藤貴子、渡辺英雄、加藤将之、平野俊隆
日本語版スタッフ 演出：神尾千春、翻訳：松井まり、調整：重光秀樹、制作：ポニーキャニオン、ケイエスエス